# Paralimnophila incompta
Paralimnophila incompta là một loài ruồi trong họ Limoniidae. Chúng phân bố ở miền Australasia.